# Ольховатка (Калининградская область)
Ольхова́тка (до 1938 года — Вальтеркемен, нем. Walterkehmen, до 1946 года — Гросс Вальтерсдорф, нем. Großwaltersdorf) — посёлок в Гусевском городском округе Калининградской области.

## Власть
Входит в состав Калининского сельского поселения.

## Население
| 1910 | 1933 | 1939 | 2002 | 2010 |
| ---- | ---- | ---- | ---- | ---- |
| 386  | ↗502 | ↘478 | ↗492 | ↗520 |

## История
Деревня под названием Вальтерким (Walterkiem) упоминается в 1539 и 1542 годах.
Приход Вальтеркемен был учрежден в 1607 году, однако строительство церкви затянулось до 1717 года, а уже в 1753 году здание кирхи потребовало капитального ремонта.
3 июня 1938 года (официально утверждено 16 июля) название Вальтеркемен было заменено на Гросс Вальтерсдорф в рамках кампании по переименованию звучащих не на немецкий манер топонимов.
19 октября 1944 года части 2-го гвардейского танкового корпуса и 31-й стрелковой дивизии продолжили наступление к рубежу реки Красной (Роминте). Здесь, в районе Гросс Вальтерсдорфа, немцы сосредоточили силы 76-го пехотного полка, более 30 танков и два дивизиона артиллерии. 21 октября 1944 года после упорных боев 25-я танковая бригада при содействии частей 83-й стрелковой дивизии заняла Гросс Вальтерсдорф. В ночь на 23 октября 1944 года сюда были переброшены 1-я и 16-я гвардейские стрелковые дивизии, закрепившиеся на восточном берегу Роминте.
22 октября немецкое командование, сосредоточив на флангах две ударные группировки (2-я парашютно-моторизованная дивизия «Герман Геринг», 5-я танковая и 61-я пехотная дивизии и моторизованная бригада «Фюрер»), нанесло сильный контрудар, стремясь выходом на рубеж Роминте у Гросс-Вальтерсдорфа отрезать выдвинувшиеся вперед соединения 11-й армии и 2-го танкового корпуса и разгромить их. Советские войска начали отход на позиции у Роминте и с 27 октября перешли к обороне. Линия фронта стабилизировалась здесь до 16 января 1945 года, когда части 11-го стрелкового корпуса 2-й гвардейской армии перешли в наступление.

## Объекты культурного наследия
Регионального значения:
- Кирха 1653 года

Местного значения:
- Братская могила советских воинов, погибших в январе 1945 года;
- Захоронение русских и немецких воинов, погибших в августе 1914 года.